# Totolapan (Morelos)
Totolapan è un comune del Messico, situato nello stato di Morelos.